# Dassa
Cet article concerne le village chef-lieu. Pour le département, voir Dassa (département).
Dassa est un village du département et la commune rurale de Dassa, dont il est le chef-lieu, situé dans la province du Sanguié et la région du Centre-Ouest au Burkina Faso.

## Éducation et santé
La commune accueille un centre de santé et de promotion sociale (CSPS) tandis que le centre médical avec antenne chirurgicale (CMA) se trouve à Réo.
Concernant la psychiatrie, l'Association Saint Camille de Lellis est présente à Dassa et y a un centre spécialisé en psychiatrie communautaire, en construction.